# Bathophilus irregularis
Bathophilus irregularis är en fiskart som beskrevs av Norman, 1930. Bathophilus irregularis ingår i släktet Bathophilus och familjen Stomiidae. Inga underarter finns listade.